# NGC 7743
NGC 7743 je čočková galaxie v souhvězdí Pegase. Její zdánlivá jasnost je 11,4m a úhlová velikost 2,8′ × 2,4′. Je vzdálená 83 milionů světelných let, průměr má 65 000 světelných let. Galaxii objevil 18. října 1784 William Herschel.